# 不倫瑞克-沃爾芬比特爾的奧古斯塔
不倫瑞克-沃爾芬比特爾的奧古斯塔（德語：Auguste von Braunschweig-Wolfenbüttel，1764年12月3日—1788年9月27日），不倫瑞克-沃爾芬比特爾公爵卡爾·威廉·斐迪南的長女。
1780年，奧古斯塔和日後的符騰堡國王腓特烈一世結婚。然而，兩人的婚姻生活並不愉快。1786年兩人造訪圣彼得堡，奧古斯塔藉機向女皇叶卡捷琳娜二世尋求庇護：她指控腓特烈是双性恋，且對她暴力相向。女皇收留了她，並指定威廉·馮·波赫曼（Wilhelm von Pohlmann）為她的監護人。
1788年，奧古斯塔因失血過多去世，年僅23歲。

## 子女
- 威廉一世（1781年－1864年），符腾堡国王
- 卡塔琳娜公主（1783年－1835年）
- 保羅王子（1785年－1852年）